# Barbara Ostapowicz
Barbara Ostapowicz (ur. 30 lipca 1950 w Gdańsku) – polska scenograf filmowa i dekorator wnętrz. Dwukrotnie nominowana do Polskiej Nagrody Filmowej, Orzeł w kategorii najlepsza scenografia: w 2001 za scenografię do filmu Prymas. Trzy lata z tysiąca oraz w 2005 za scenografię do filmu Wesele. Członek Polskiej Akademii Filmowej.

## Filmografia
scenografia i dekoracja wnętrz
- Zakład (1990)
- Polska śmierć (1994)
- Ostatnia misja (1999)
- Wszyscy święci (2002)
- Miss mokrego podkoszulka (2002)
- Ciało (2003)
- Wesele (2004)
- Chichot losu (2010) – serial
- Lekarze (2012–2014) – serial
- Aż po sufit! (2015) – serial
- Na noże (2016) – serial
- Diagnoza (2017–2019) – serial
- Zawsze warto (2019–2020) – serial

scenografia
- Ekstradycja 2 (1996) – serial
- Ekstradycja 3 (1998) – serial
- Prymas. Trzy lata z tysiąca (2000)
- Samo życie (2002–2010)
- Oficer (2004–2005) – serial
- Magda M. (2005–2007) – serial
- Klub szalonych dziewic (2010) – serial

dekoracja wnętrz
- Sceny dziecięce z życia prowincji (1985)
- W zawieszeniu (1986)
- Zwolnieni z życia (1992)